# Liste des députés européens des Pays-Bas de la 8e législature

Cet article présente la liste des députés européens des Pays-Bas pour la période de 2014 à 2019, élus lors des élections européennes de 2014 aux Pays-Bas.

## Députés européens élus en 2014
| Nom                     | Parti | Parti                                            | Groupe parlementaire européen | Groupe parlementaire européen |
| ----------------------- | ----- | ------------------------------------------------ | ----------------------------- | ----------------------------- |
| Annie Schreijer-Pierik  |       | Appel chrétien-démocrate                         |                               | PPE                           |
| Lambert van Nistelrooij |       | Appel chrétien-démocrate                         |                               | PPE                           |
| Esther de Lange         |       | Appel chrétien-démocrate                         |                               | PPE                           |
| Jeroen Lenaers          |       | Appel chrétien-démocrate                         |                               | PPE                           |
| Wim van de Camp         |       | Appel chrétien-démocrate                         |                               | PPE                           |
| Sophie in 't Veld       |       | Démocrates 66                                    |                               | ADLE                          |
| Gerben-Jan Gerbrandy    |       | Démocrates 66                                    |                               | ADLE                          |
| Marietje Schaake        |       | Démocrates 66                                    |                               | ADLE                          |
| Matthijs van Miltenburg |       | Démocrates 66                                    |                               | ADLE                          |
| Jan Huitema             |       | Parti populaire pour la liberté et la démocratie |                               | ADLE                          |
| Hans van Baalen         |       | Parti populaire pour la liberté et la démocratie |                               | ADLE                          |
| Cora van Nieuwenhuizen  |       | Parti populaire pour la liberté et la démocratie |                               | ADLE                          |
| Bas Eickhout            |       | Gauche verte                                     |                               | Verts/ALE                     |
| Judith Sargentini       |       | Gauche verte                                     |                               | Verts/ALE                     |
| Peter van Dalen         |       | Union chrétienne                                 |                               | CRE                           |
| Anne-Marie Mineur       |       | Parti socialiste                                 |                               | GUE/NGL                       |
| Dennis de Jong          |       | Parti socialiste                                 |                               | GUE/NGL                       |
| Bas Belder              |       | Parti politique réformé                          |                               | CRE                           |
| Olaf Stuger             |       | Parti pour la liberté                            |                               | NI                            |
| Marcel de Graaff        |       | Parti pour la liberté                            |                               | NI                            |
| Vicky Maeijer           |       | Parti pour la liberté                            |                               | NI                            |
| Hans Jansen,            |       | Parti pour la liberté                            |                               | NI                            |
| Anja Hazekamp           |       | Parti pour les animaux                           |                               | GUE/NGL                       |
| Paul Tang               |       | Parti travailliste                               |                               | S&D                           |
| Agnes Jongerius         |       | Parti travailliste                               |                               | S&D                           |
| Kati Piri               |       | Parti travailliste                               |                               | S&D                           |

## Changements en cours de législature

### Entrants et sortants
| Entrant                      | Parti | Parti                                            | Groupe | Groupe | Date d'entrée      | Remplacement de        | Date de sortie  | Motif |
| ---------------------------- | ----- | ------------------------------------------------ | ------ | ------ | ------------------ | ---------------------- | --------------- | --- |
| Auke Zijlstra                |       | Parti pour la liberté                            |        | NI     | 1er septembre 2015 | Hans Jansen            | 5 mai 2015      | Décès.                                                                                                   |
| André Elissen                |       | Parti pour la liberté                            |        | ENL    | 13 juin 2017       | Vicky Maeijer          | 15 mars 2017    | Élection à la Seconde Chambre des États généraux.                                                        |
| Caroline Nagtegaal-van Doorn |       | Parti populaire pour la liberté et la démocratie |        | ADLE   | 14 novembre 2017   | Cora van Nieuwenhuizen | 25 octobre 2017 | Nomination en tant que ministre des Infrastructures et de la Gestion des eaux dans le cabinet Rutte III. |

### Changement d'affiliation
| Membre           | Parti  | Parti   | Groupe | Groupe  | Date             |
| Membre           | Ancien | Nouveau | Ancien | Nouveau | Date             |
| ---------------- | ------ | ------- | ------ | ------- | ---------------- |
| Marcel de Graaff | PVV    | PVV     | NI     | ENL     | 16 juin 2015     |
| Vicky Maeijer    | PVV    | PVV     | NI     | ENL     | 16 juin 2015     |
| Olaf Stuger      | PVV    | PVV     | NI     | ENL     | 16 juin 2015     |
| Auke Zijlstra    | PVV    | PVV     | NI     | ENL     | 8 septembre 2015 |

## Note
1. 1 2  (nl) « Dit zijn de Nederlandse leden van het Europees parlement », sur RTL Nieuws, 26 mai 2014 (consulté le 2 février 2019)
2. ↑  En remplacement de Geert Wilders, qui démissionne avant de siéger.
3. ↑  (nl) « Een nieuwe PVV-Europarlementariër waar we niets van gaan horen », sur ThePostOnline, 5 août 2015 (consulté le 2 février 2019)
4. ↑  (en) « Movers and Shakers », sur www.theparliamentmagazine.eu, 27 mars 2017 (consulté le 2 février 2019)
5. ↑  (en) « Movers and Shakers », sur www.theparliamentmagazine.eu, 6 novembre 2017 (consulté le 2 février 2019)